# Kirkhouse Cottage

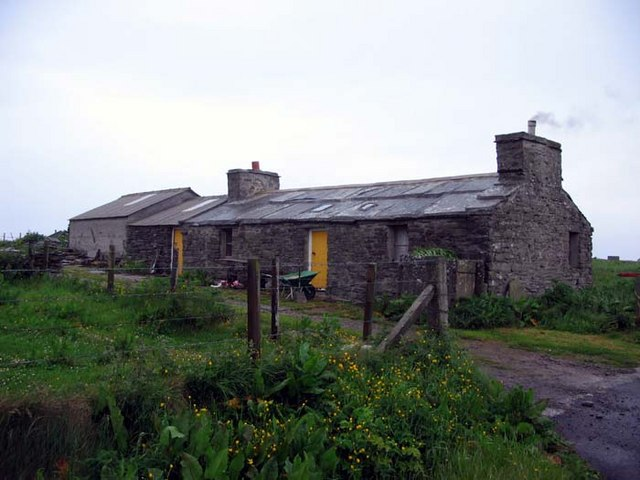
Kirkhouse Cottage

Das Kirkhouse Cottage ist ein Cottage auf der schottischen Orkneyinsel Papa Westray. 2001 wurde das Gebäude in die schottischen Denkmallisten in der Kategorie C aufgenommen.

## Beschreibung
Das Gebäude liegt im Norden der Insel an der in Nord-Süd-Richtung verlaufenden Straße rund 500 m nördlich des Papa Westray Airports und 1,2 km nördlich von Holland House. In seiner Gestaltung entspricht das aus dem mittleren bis späten 19. Jahrhundert stammende Cottage dem landestypischen Baustil auf den Orkneyinseln. Das einstöckige Gebäude weist einen länglichen Grundriss auf. Das Mauerwerk besteht aus Bruchstein. Die südexponierte Eingangstüre ist rechts der Gebäudemitte angeordnet und wird von zwei Sprossenfenstern flankiert. Ein weiteres Fenster ist an der Ostseite zu finden. Links schließen sich zwei kleine Außengebäude mit einem kleinen giebelseitigen Fenster an. An der Westseite ist eine Holztüre in die Giebelfläche eingelassen, die ursprünglich in ein Nachbargebäude führte, welches zwischenzeitlich abgerissen wurde. Die Dächer der Außengebäude sind mit Asbestplatten eingedeckt. Die giebelständigen Schornsteine sind mit einem schmalen Zierband versehen. Der Innenraum mit seinen gefliesten Böden ist vergleichsweise gut erhalten. Bemerkenswert sind auch die Holzarbeiten und Kastenbetten.